# Heiner Lauterbach
Heiner Lauterbach (Köln, 1953. április 10. –) német színész.

## Élete

### Magánélete
Lauterbach kétszer nősült:
- Katja Flint (1985 és 2001 között), közös gyermeke:
  - Oskar (* 1988)[8]
- Viktoria Skaf (2001-től), közös gyermekei:
  - Maya (* 2002)
  - Vito (* 2007)

1996 és 2000 között Jenny Elvers volt az élettársa.

## Filmográfia
| Év        | Eredeti cím                                                 | Szerep                                    | Magyar cím                                     | Megjegyzések                                       |
| --------- | ----------------------------------------------------------- | ----------------------------------------- | ---------------------------------------------- | -------------------------------------------------- |
| 1975      | Schulmädchen-Report. 9. Teil Reifeprüfung vor dem Abitur    | Paul Bellmann                             |                                                |                                                    |
| 1976      | Schulmädchen-Report. 10. Teil Irgendwann fängt jede an      | Rolf                                      |                                                |                                                    |
| 1977      | Schulmädchen-Report. 11. Teil Probieren geht über Studieren | Achim                                     |                                                |                                                    |
| 1978–1993 | Derrick                                                     |                                           | Derrick                                        | (televíziós sorozat, különböző szerepek, 4 epizód) |
| 1978–2013 | Der Alte                                                    |                                           | Az Öreg                                        | (televíziós sorozat, különböző szerepek, 5 epizód) |
| 1982      | La Certosa di Parma                                         | Pietranera gróf                           | A pármai kolostor                              | olasz televíziós sorozat (Die Kartause von Parma)  |
| 1984      | Kolp – Schwarzmarkt, Swing und große Träume                 | Karl                                      |                                                |                                                    |
| 1984–1986 | Ein Fall für zwei                                           |                                           |                                                | (televíziós sorozat, különböző szerepek, 4 epizód) |
| 1985      | Männer                                                      | Julius Armbrust                           |                                                |                                                    |
| 1985      | Eine Frau für gewisse Stunden                               | Schmal                                    |                                                |                                                    |
| 1986      | Tatort: Der Tausch                                          | BKA tiszt                                 | Tetthely                                       | 180. epizód                                        |
| 1987      | Duett in Bonn                                               |                                           |                                                | (televíziós sorozat, 6 epizód)                     |
| 1988–1993 | Eurocops                                                    | Thomas Dorn                               |                                                | (televíziós sorozat, 16 epizód)                    |
| 1989      | Liebe, Tod und Eisenbahn                                    | Raimund                                   |                                                | (TV-film)                                          |
| 1989      | Bodo – Eine ganz normale Familie                            | Blinker apa                               |                                                |                                                    |
| 1991      | Der Fahnder                                                 |                                           |                                                | (televíziós sorozat, epizód Tauschgeschäfte)       |
| 1991      | Tatort: Wer zweimal stirbt                                  | Georg/Hugo Zenker                         | Tetthely                                       | 240. epizód                                        |
| 1992      | Lilli Lottofee                                              |                                           |                                                | (televíziós sorozat)                               |
| 1992      | Wolffs Revier                                               |                                           |                                                | (televíziós sorozat, epizód Geldwäscher)           |
| 1993      | Ebbies Bluff                                                | Ebbie                                     |                                                |                                                    |
| 1993      | Tatort: Flucht nach Miami                                   | Kampen                                    | Tetthely                                       | 274. epizód                                        |
| 1994–1997 | Faust                                                       | Oskar Faust                               |                                                | (televíziós sorozat, 24 epizód)                    |
| 1994      | Charlie & Louise – Das doppelte Lottchen                    | Wolf Palfy                                | A két Lotti                                    |                                                    |
| 1996      | Das Mädchen Rosemarie                                       | Konrad Hartog                             |                                                |                                                    |
| 1996      | Das Superweib                                               | Viktor Lange                              |                                                |                                                    |
| 1996      | Der Schattenmann                                            | Fritz Gehlen                              |                                                | (ötrészes TV-film)                                 |
| 1997      | Rossini – oder die mörderische Frage, wer mit wem schlief   | Oskar Reiter                              | Rossini, avagy a gyilkos kérdés: ki kivel hált |                                                    |
| 1997      | Tatort: Mord hinterm Deich                                  | Dehart tanár                              | Tetthely                                       | 363. epizód                                        |
| 1997      | Der Skorpion                                                | Josef Berthold                            |                                                |                                                    |
| 1998      | Der Eisbär                                                  | Egészségügyi felügyelő                    |                                                |                                                    |
| 1998      | Cascadeur – Die Jagd nach dem Bernsteinzimmer               | Az ezredes                                |                                                |                                                    |
| 1998      | Opernball                                                   | Kurt Frazer, újságíró                     |                                                |                                                    |
| 1999      | Schlaraffenland                                             | Mark Popp                                 |                                                |                                                    |
| 1999      | St. Pauli Nacht                                             | férfi a taxiban                           | Éjszaka St. Pauliban                           |                                                    |
| 1999      | Erleuchtung garantiert                                      | Heiner                                    |                                                |                                                    |
| 2000      | Marlene                                                     | Erich Pommer                              |                                                |                                                    |
| 2001      | Der Verleger                                                | Axel Springer                             |                                                |                                                    |
| 2001      | Das Experiment                                              | Dennis (hang)                             | A kísérlet                                     |                                                    |
| 2002      | Die Affäre Semmeling                                        | Friedrich Asmus                           |                                                | (hatrészes TV-film)                                |
| 2002      | 666 – Traue keinem, mit dem du schläfst!                    | önmaga                                    |                                                |                                                    |
| 2003      | Suche impotenten Mann fürs Leben                            | Stefan                                    | Impotens férfi kerestetik                      |                                                    |
| 2003      | Eine Liebe in Afrika                                        | Johannes „Jo“ Mallinger, uzimvubui püspök |                                                |                                                    |
| 2004      | Zwei Männer und ein Baby                                    | Max Stein                                 |                                                |                                                    |
| 2004      | Kommissarin Lucas – Vergangene Sünden                       | Ernst Schenker                            |                                                | (televíziós sorozat)                               |
| 2005      | Andersrum                                                   | Toni Kowitz (Macho)                       |                                                |                                                    |
| 2006      | Dresden                                                     | Dr. Carl Mauth                            | Drezda                                         |                                                    |
| 2006      | Die Sturmflut                                               | Alexander Claussen                        |                                                |                                                    |
| 2006      | Donna Leon – Endstation Venedig                             | Signore Viscardis                         |                                                | (televíziós sorozat)                               |
| 2007      | Das Glück am anderen Ende der Welt                          | Wolf Holländer                            |                                                | kétrészes TV-film                                  |
| 2007      | Die Entführung                                              | Robert Lunt                               |                                                |                                                    |
| 2007      | Mitten im Leben                                             | Alex Krüger                               |                                                | (televíziós sorozat, 9 epizód)                     |
| 2008      | Die Gustloff                                                | Harald Kehding hadnagykapitány            |                                                |                                                    |
| 2008      | Das Papst-Attentat                                          | Rami Hamdan                               | Merénylet a pápa ellen                         |                                                    |
| 2008      | Wir sind das Volk – Liebe kennt keine Grenzen               | Bert Schäfer                              | Berlin: A fal leomlik                          |                                                    |
| 2009      | Vulkan                                                      | Gerhard Maug                              |                                                |                                                    |
| 2009      | Zweiohrküken                                                | Herb                                      | Fülenincs nyúl 2.                              |                                                    |
| 2010      | Ken Folletts Eisfieber                                      | Stanley Oxenford                          |                                                |                                                    |
| 2011      | Hindenburg                                                  | Hugo Eckener                              |                                                |                                                    |
| 2012      | Reality XL                                                  | Professor Carus                           |                                                |                                                    |
| 2012      | Vatertage – Opa über Nacht                                  | Lambert                                   |                                                |                                                    |
| 2012      | Schutzengel                                                 | Thomas Backer                             |                                                |                                                    |
| 2013      | Schlussmacher                                               | Georg Adler                               |                                                |                                                    |
| 2013      | Helden – Wenn dein Land dich braucht                        | szövetségi kancellár                      | Amikor az országnak szüksége van hősökre       |                                                    |
| 2013      | V8 – Du willst der Beste sein                               | Luca Michele                              |                                                |                                                    |
| 2013      | Der blinde Fleck                                            | Dr. Hans Langemann                        |                                                |                                                    |
| 2013      | Stalingrad                                                  | Hans                                      | Sztálingrád                                    |                                                    |
| 2014      | Wir sind die Neuen                                          | Eddi                                      |                                                |                                                    |
| 2014      | Von einem, der auszog, das Fürchten zu lernen               | király                                    | A félelem haszna                               |                                                    |
| 2015      | Tannbach – Schicksal eines Dorfes                           | Georg von Striesow                        |                                                | háromrészes TV-Film                                |
| 2015      | Meister des Todes                                           | Alexander Stengele                        |                                                |                                                    |
| 2015      | V8 – Die Rache der Nitros                                   | Robin apja                                |                                                |                                                    |
| 2015      | Weihnachts-Männer                                           | Fritz Münzinger                           |                                                |                                                    |
| 2016      | Das Programm                                                | Victor Miro                               |                                                |                                                    |
| 2016      | Willkommen bei den Hartmanns                                | Dr. Richard Hartmann                      | Isten hozott Németországban!                   |                                                    |
| 2016      | Spuren der Rache                                            | Frank Hennings                            |                                                |                                                    |
| 2017      | Gift                                                        | Günther Kompalla                          |                                                |                                                    |
| 2017      | Unter deutschen Betten                                      | Friedrich Berger                          |                                                |                                                    |
| 2018      | Kalte Füße                                                  | Raimund Groenert                          |                                                |                                                    |
| 2018      | Saat des Terrors                                            | Nicholas Krüger                           |                                                |                                                    |
| 2019      | Immenhof – Das Abenteuer eines Sommers                      | Jochen Mallinckroth                       |                                                |                                                    |
| 2019      | Der Fall Collini                                            | Richard Mattinge                          |                                                |                                                    |
| 2019      | Traumfabrik                                                 | Beck főigazgató                           |                                                |                                                    |
| 2019      | Ihr letzter Wille kann mich mal!                            | Heinrich                                  |                                                |                                                    |
| 2020      | Enkel für Anfänger                                          | Gerhard                                   |                                                |                                                    |
| 2020      | Meister des Todes 2                                         | Alexander Stengele                        |                                                |                                                    |
| 2020      | Es ist zu deinem Besten                                     | Artur                                     |                                                |                                                    |

## Fordítás
- Ez a szócikk részben vagy egészben a Heiner Lauterbach című német Wikipédia-szócikk fordításán alapul.  Az eredeti cikk szerkesztőit annak laptörténete sorolja fel. Ez a jelzés csupán a megfogalmazás eredetét és a szerzői jogokat jelzi, nem szolgál a cikkben szereplő információk forrásmegjelöléseként.